# Tercera guerra sagrada
La tercera guerra sagrada (356-346 a. C.) se libró entre las fuerzas de la Liga Anfictiónica de Delfos, encabezada por Tebas, y más tarde por Filipo II de Macedonia, y los focidios. La guerra fue provocada por una gran multa impuesta en 357 a. C. a los focidios por la Liga Anfictiónica (dominada en ese momento por Tebas), por el delito de cultivar tierra sagrada; negándose a pagar, los focidios se apoderaron del templo de Apolo en Delfos, y utilizó los tesoros acumulados para financiar grandes ejércitos mercenarios. Así, aunque los focidios sufrieron varias derrotas importantes, pudieron continuar la guerra durante muchos años, hasta que finalmente todas las partes estuvieron al borde del agotamiento. Filipo II usó la distracción de los otros estados para aumentar su poder en el norte de Grecia, aprovechando para convertirse en gobernante de Tesalia. Al final, el creciente poder de Filipo y el agotamiento de los demás estados le permitieron imponer un arreglo pacífico de la guerra, lo que marcó un paso importante en el ascenso de Macedonia a la preeminencia en la antigua Grecia.

## Filomelo toma el control de Delfos
Después de la segunda guerra sagrada, Tebas dominó la Anfictionía. Fócida fue multada fuertemente por una ofensa trivial, lo que enfadó a Filomelo, el entonces líder de Fócida, quien tomó el control de Delfos. El ejército de Fócida era relativamente pequeño y débil, así que Filomelo reclutó un ejército mercenario entre los estados griegos vecinos. Se decía que el ejército mercenario tenía problemas en cuanto a lealtad y moral. Filomelo utilizó los tesoros del templo de Delfos para mantener a sus mercenarios hasta que fue derrotado por los beocios y los tesalios en 354 a. C. y se suicidó.

## Onomarco se convierte en líder de Fócida
Después de que Filomelo fuera vencido, Fócida encontró un nuevo líder, Onomarco, quien derrotó a los beocios y se alió con Feras. Sin embargo, esta alianza fue derrotada por el rey Filipo II de Macedonia que a su vez se había aliado con Tebas. El ejército profesional de Filipo aplastó al de Onomarco en la batalla del Campo de Azafrán en 352 a. C. Tras la batalla, Onomarco fue ahorcado por Filipo.

## La defensa de las Termópilas
Luego de la derrota en el campo de Azafrán, Fócida se quedó con un ejército muy reducido. Así, mientras que Filipo II se preparaba para atacar las Termópilas, Faílo, hermano de Onomarco, tomó el mando del ejército y se situó en las Termópilas a empezar la defensa. Faílo logró mantener a raya a Filipo mediante su heroica resistencia. El sucesor en el gobierno de Fócida fue Faleco, pero este tuvo muy pocas oportunidades de cambiar la dirección de la guerra puesto que la alianza que formaron Filipo y Tebas resultó fatal.

## El fin de la guerra y sus consecuencias
Para el año 347 a. C. los tesoros del templo estaban empezando a agotarse, y Falaeco ya no podía permitirse mantener su ejército a un alto nivel. Habían pasado 9 años desde el inicio de la guerra y ambos bandos estaban exhaustos. Filipo anunció que acabaría con la guerra en el año siguiente, 346 a. C., y pese a los esfuerzos de Atenas por mantenerlo alejado escudándose tras la Paz de Filócrates, Filipo no encontró oposición militar. Ciertas fuentes consideraban que Faleco había llegado a un acuerdo secreto con Macedonia, con lo que Filipo II puso fin a la tercera guerra sagrada en 346 a. C., tal como había prometido. Filipo también había apaciguado Grecia, justo en el momento en que su edad de oro llegaba a su fin y los macedonios comenzaban a tomar el control.